# OGNL
OGNL (англ. Object-Graph Navigation Language) — язык навигации по объектам-графам, язык выражений для манипуляции с данными.
Создан OGNL Technology как язык выражений (англ. Expression Language) для языка Java, который позволяет манипулировать свойствами (через JavaBeans методы setProperty и getProperty), и обращаться к методам классов Java. Также позволяет манипулировать массивами.